# Saint-Pierre-de-Coutances
 Saint-Pierre-de-Coutances  es una población y comuna francesa, situada en la región de Baja Normandía, departamento de Mancha, en el distrito de Coutances y cantón de Coutances.

## Demografía
| 187 | 186 | 313 | 331 | 345 | 318 |
| Para los censos de 1962 a 1999 la población legal corresponde a la población sin duplicidades (Fuente: INSEE [Consultar]) |     |     |     |     |     |